# Finlandia (vodka)

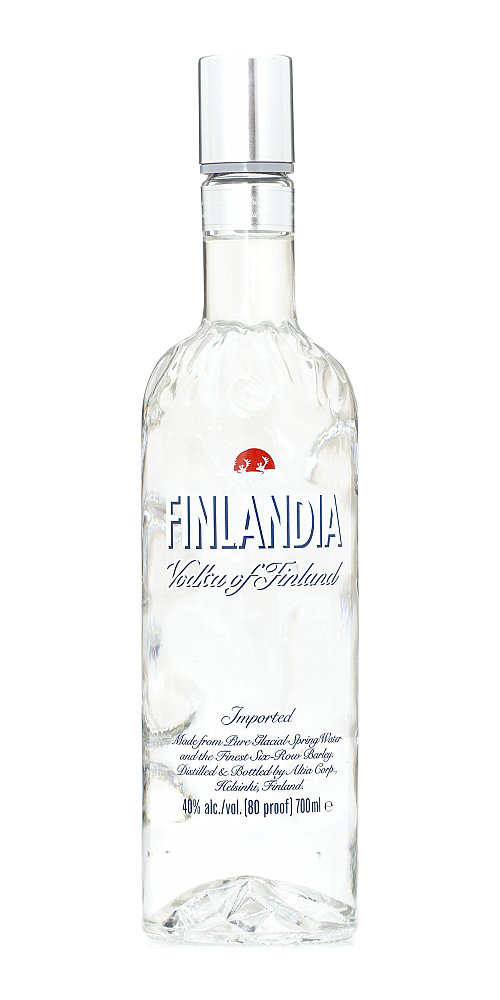
Finlandia Vodka

Finlandia Vodka je finská vodka vyráběná z šestiřadého ječmene. Ze všech druhů alkoholických nápojů, které jsou vyráběny ve Finsku, je Finlandia nejvíce známá a rozšířená mezi cizinci. Značka Finlandia se objevila v roce 1970 ve Skandinávii a v roce 1971 ve Spojených státech. V Rusku je Finlandia nejvíce importovaná značka vodky a také například v Polsku patří mezi nejvíce dovážené značky.[zdroj⁠?!] Je to šestá nejvíce produkovaná vodka na světě.[zdroj⁠?!]
Finlandia Vodka se vyrábí ve městě Rajamäki, Finsko. Městečko založil Dr. Juslin v roce 1888. Mezi lety 1919 a 1932 proběhla ve Finsku prohibice. Když prohibice skončila, vzniká státní společnost Altia, která kontroluje výrobu alkoholických nápojů a destilátů ve Finsku.

## Láhev
Design láhve vodky Finlandia, používaný v letech 1970–2003, byl dílem slavného finského designéra a sochaře Tapia Wirkkala a řadí se mezi jeho vrcholná díla.[zdroj?]

## Příchutě a typy vodky Finlandia
Finlandia produkuje kromě čisté vodky také vodky ochucené s příchutěmi: Finlandia 50%, Finlandia "21" – Milenium – limitovaná edice, brusinky, limeta, mango, wildberry – jen US trh, grapefruit, mandarinka 2009, černý rybíz 2009/2010.

## Majitel značky
V současnosti je značka Finlandia vodka vlastněna společností Brown – Forman Corporation – americká společnost, která značku ovládla postupně mezi lety 2000 až 2004. Smlouva mezi společnostmi Altia a Brown – Forman určuje, že společnost Altia zůstane výhradním producentem vodky Finlandia až do roku 2017.